# Canton de Saint-Nazaire-Centre
Le canton de Saint-Nazaire-Centre est un ancien canton français, situé dans le département de la Loire-Atlantique (région Pays de la Loire).

## Histoire
Le canton de Saint-Nazaire-Ouest a été créé par le décret du 20 janvier 1982 scindant en deux le canton de Saint-Nazaire-Ouest.
Il est modifié par le décret du 29 janvier 1985 créant le canton de La Baule-Escoublac.
Il est supprimé lors du redécoupage cantonal de 2014 par le décret du 25 février 2014.

## Représentation
| Période | Période | Identité         | Étiquette | Qualité                                                  |
| ------- | ------- | ---------------- | --------- | -------------------------------------------------------- |
| 1982    | 1988    | Marie-Anne Dugué | PS        | Médecin du travail, Saint-Nazaire                        |
| 1988    | 2015    | Gérard Mauduit   | PS        | Médecin pédopsychiatre Adjoint au maire de Saint-Nazaire |

## Composition

### De 1982 à 1985
Lors de sa création, le canton est composé de la portion de territoire de la ville de Saint-Nazaire déterminée par la limite de la ville de Saint-Nazaire avec celle de la commune de Trignac (jusqu'au prolongement de la rue Vasco-de-Gama) et l'axe des voies ci-après : prolongement de la rue Vasco-de-Gama (jusqu'aux voies S.N.C.F. côté Sud), les voies S.N.C.F. (jusqu'à la hauteur du chemin de Goulvé), le côté Ouest du chemin vicinal 205 (jusqu'au chemin de Guindref), le côté Est du chemin de Guindref (jusqu'à l'intersection de ce chemin avec la rue Guy-de-Maupassant), route de Guindref (numéros pairs jusqu'à l'intersection de cette voie avec la rue Jean-Gutemberg), une ligne parallèle à la rue Albert-Camus passant à l'Est des immeubles bordant cette voie (jusqu'au boulevard de l'Hôpital), boulevard de l'Hôpital (du numéro 114 au numéro 2), rue Gay-Lussac (du numéro 26 au numéro 20), rue Faraday (numéros pairs), boulevard Mermoz (du numéro 5 au numéro 13), rue du Commandant-Gâté (du numéro 118 au numéro 2), rue du Général-de-Gaulle (du numéro 108 au numéro 60), avenue de la République (du numéro 1 au numéro 39), rue de la Paix (du numéro 30 au numéro 2), rue Roger-Salengro (numéros impairs de la rue de la Paix à la rue de Saintonge), rue de Saintonge (numéros pairs de la rue Roger-Salengro à la rue du Dolmen), rue du Dolmen (côté Est de la rue de Saintonge à la rue de Stalingrad), rue de Stalingrad (côté Nord de la rue du Dolmen à la rue Henri-Gautier), la partie Nord de la place de l'Industrie (de la rue Henri-Gautier au boulevard Paul-Leferme), boulevard Paul-Leferme (côté Ouest de la place de l'Industrie à l'avenue du Pertuis), avenue du Pertuis (côté Nord du boulevard Paul-Leferme au quai du bassin de Penhoët) et une ligne passant par l'axe de la forme écluse L.-Joubert (du bassin de Penhoët au rivage de la Loire) ; à l'Est et au Nord, par les limites des communes de Trignac, Saint-Joachim, Saint-André-des-Eaux, La Baule et de Pornichet ; à l'Ouest, par l'axe des voies suivantes : rue de Pornichet jusqu'à la place Bourdan (à partir de la place Louis-Brichaux), rue Offenbach jusqu'à la rue F.-Boëldieu, rue F.-Boëldieu, rue Georges-Bizet jusqu'à la place Lulli, section de la rue Mozart joignant la place Lulli à la rue Laënnec, rue Laënnec jusqu'au carrefour de la route des Fréchets, route des Fréchets, allée des Jacinthes, rue Georges-Thuaud, allée des Orchidées jusqu'à la rue Broodcoorens (carrefour des Amandiers près de la caserne des Pompiers), rue des Amandiers, rue Pitre-Grenapin jusqu'au carrefour de la Rocade, traversée du carrefour de la Rocade et rue Albert-Einstein (direction Reinlex) jusqu'à la croix d'Heinlex, route du Haut-Rocher, route de la Fontaine-Thuaud jusqu'au carrefour des 6-Chemins, route de la Côte-d'Amour jusqu'au carrefour chemin de Berrien, carrefour chemin de Berrien jusqu'au carrefour des Quatre-Vents et la limite de la commune de Pornichet.

### De 1985 à 2015
La création du canton de La Baule-Escoublac en 1985 entraine une réorganisation des cantons de Saint-Nazaire-Ouest et de Saint-Nazaire-Centre. Deux portions de la commune de Saint-Nazaire sont retirées du canton de Saint-Nazaire-Centre au profit de celui de Saint-Nazaire-Ouest :
- la portion située à l'Ouest d'une ligne définie par l'axe des voies ci-après : rue Th.-Lefebvre, rue Jean-Bart, rue Pierre-Loti, avenue Hector-Berlioz, avenue Pierre-de-Coubertin, rue Gaspard-Monge, rue Maumenée, rue Charles-Gounod, rue Franz-Schubert, boulevard Docteur-Laennec ;
- la portion située à l'Ouest d'une ligne définie par l'axe des voies ci-après : allée des Lilas, route de Trébale, rue Emile-Broodcoorens, allée des Glaïeuls.

Le canton de Saint-Nazaire-Centre comptait 25 115 habitants (population municipale) au 1er janvier 2012.
| Nom                       | Code Insee | Intercommunalité                             | Population (dernière pop. légale)               |
| ------------------------- | ---------- | -------------------------------------------- | ----------------------------------------------- |
| Saint-Nazaire (chef-lieu) | 44184      | CA de la Région Nazairienne et de l'Estuaire | Fraction : 25 115(2012) Commune : 69 350 (2014) |

## Démographie
| 2006   | 2007   | 2008   | 2009   | 2010   | - |
| ------ | ------ | ------ | ------ | ------ | - |
| 25 590 | 25 553 | 25 056 | 24 677 | 25 104 | - |